# Pandanus obsoletus
Pandanus obsoletus är en enhjärtbladig växtart som beskrevs av R.E.Vaughan och Wiehe. Pandanus obsoletus ingår i släktet Pandanus och familjen Pandanaceae.
Artens utbredningsområde är Mauritius. Inga underarter finns listade.